# Indústria de ardósia no País de Gales

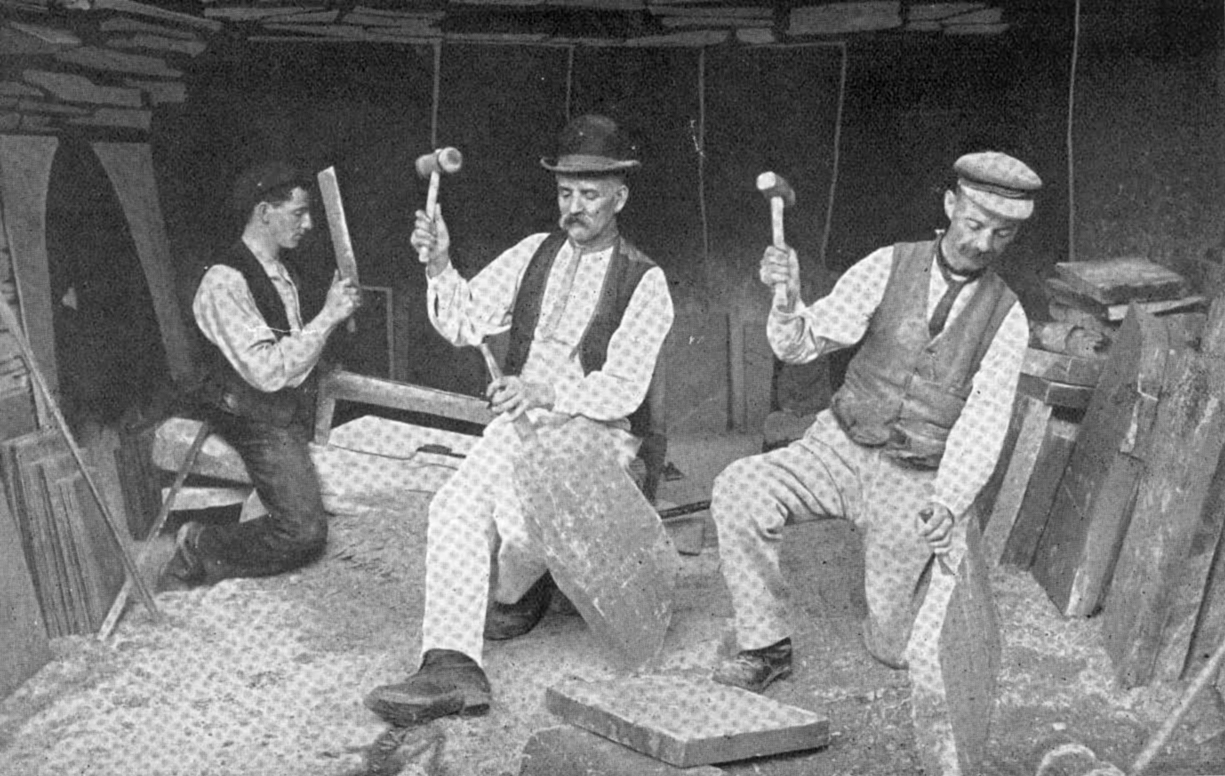
A divisão dos blocos de ardósia com martelo e formão para produzir telhas de ardósia requer grande habilidade. Este processo não foi mecanizado até a segunda metade do século 20, e algumas ardósias ainda são produzidas dessa maneira. Esses pedreiros estão trabalhando na pedreira de Dinorwic, no País de Gales, por volta de 1910.

A existência de uma indústria de ardósia no País de Gales é atestada desde o período romano, quando a ardósia foi usada para cobrir o forte de Segontium, hoje Caernarfon. A indústria de ardósia cresceu lentamente até o início do século 18, depois rapidamente durante a Revolução Industrial no País de Gales até o final do século 19, época em que as áreas produtoras de ardósia mais importantes estavam no noroeste do País de Gales . Esses locais incluíam a Pedreira Penrhyn perto de Bethesda, a Pedreira Dinorwic perto de Llanberis, as pedreiras do Vale Nantlle e Blaenau Ffestiniog, onde a ardósia foi extraída em vez de extraída. Penrhyn e Dinorwig eram as duas maiores pedreiras de ardósia do mundo, e a mina Oakeley em Blaenau Ffestiniog era a maior mina de ardósia do mundo. A ardósia é usada principalmente para telhados, mas também é produzida como laje mais espessa para uma variedade de usos, incluindo pisos, bancadas e lápides.
Até o final do século 18, a ardósia era extraída em pequena escala por grupos de pedreiros que pagavam royalties ao proprietário, transportavam a ardósia para os portos e depois a despachavam para a Inglaterra, Irlanda e às vezes para a França. No final do século, os proprietários de terras começaram a explorar eles próprios as pedreiras, em maior escala. Depois que o governo aboliu o imposto sobre a ardósia em 1831, a rápida expansão foi impulsionada pela construção de ferrovias de bitola estreita para transportar as ardósias para os portos.
A indústria de ardósia dominou a economia do noroeste do País de Gales durante a segunda metade do século 19, mas em escala muito menor em outros lugares. Em 1898, uma força de trabalho de 17 mil homens produziu meio milhão de toneladas de ardósia. Uma amarga disputa industrial na pedreira de Penrhyn entre 1900 e 1903 marcou o início de seu declínio, e a Primeira Guerra Mundial viu uma grande redução no número de homens empregados na indústria. A Grande Depressão e a Segunda Guerra Mundial levaram ao fechamento de muitas pedreiras menores, e a concorrência de outros materiais de cobertura, particularmente telhas, resultou no fechamento da maioria das pedreiras maiores nas décadas de 1960 e 1970. A produção de ardósia continua em escala muito reduzida.
Em 28 de julho de 2021, a paisagem de ardósia do noroeste do País de Gales recebeu o status de Patrimônio Mundial da UNESCO, enquanto em 2018 a ardósia galesa foi designada pela União Internacional de Ciências Geológicas como um recurso de pedra do patrimônio global.

## Começos

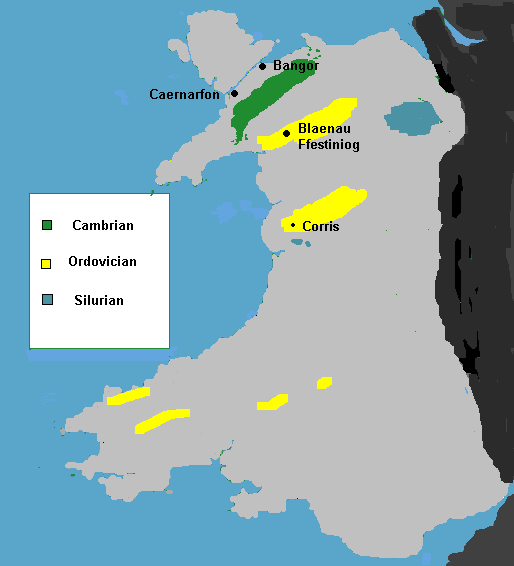
Os depósitos de ardósia mais importantes no País de Gales são os depósitos cambrianos ao sul de Bangor e Caernarfon e os depósitos ordovicianos em torno de Blaenau Ffestiniog.

Os depósitos de ardósia do País de Gales pertencem a três séries geológicas: Cambriano, Ordoviciano e Siluriano. Os depósitos cambrianos correm a sudoeste de Conwy até perto de Criccieth ; esses depósitos foram extraídos nas pedreiras de Penrhyn e Dinorwig e no vale de Nantlle. Existem afloramentos menores em outros lugares, por exemplo, em Anglesey. Os depósitos do Ordoviciano correm a sudoeste de Betws-y-Coed a Porthmadog ; estes foram os depósitos extraídos em Blaenau Ffestiniog. Há outra faixa de ardósia ordoviciana mais ao sul, indo de Llangynnog a Aberdyfi, extraída principalmente na área de Corris, com alguns afloramentos no sudoeste do País de Gales, notavelmente Pembrokeshire . Os depósitos Silurianos estão principalmente mais a leste no vale Dee e ao redor de Machynlleth.
As virtudes da ardósia como material de construção e cobertura são reconhecidas desde o período romano. O forte romano em Segontium, Caernarfon, foi originalmente coberto com telhas, mas os níveis posteriores contêm numerosas ardósias, usadas tanto para telhados quanto para pisos. Os depósitos mais próximos ficam a 8 km na área de Cilgwyn, indicando que as ardósias não foram usadas apenas porque estavam disponíveis no local. Durante o período medieval, houve extração de ardósia em pequena escala em várias áreas. A pedreira de Cilgwyn no vale de Nantlle data do século XII e é considerada a mais antiga do País de Gales. O primeiro registro de extração de ardósia na vizinhança da posterior pedreira de Penrhyn foi em 1413, quando uma lista de aluguel de Gwilym ap Griffith registra que vários de seus inquilinos receberam 10 pence cada para trabalhar 5 mil ardósias. A pedreira de ardósia de Aberllefenni pode ter começado a operar como uma mina de ardósia no século XIV. A primeira data confirmada de operação data do início do século 16, quando a casa local Plas Aberllefenni foi coberta com ardósias desta pedreira.
Problemas de transporte significavam que a ardósia era geralmente usada bem perto das pedreiras. Houve algum transporte por mar. Um poema do poeta do século 15 Guto'r Glyn pede ao reitor de Bangor que lhe envie um carregamento de ardósias de Aberogwen, perto de Bangor, para Rhuddlan para cobrir uma casa em Henllan, perto de Denbigh. O naufrágio de um navio de madeira carregando ardósias acabadas foi descoberto no Estreito de Menai e acredita-se que data do século XVI. Na segunda metade do século 16, havia um pequeno comércio de exportação de ardósias para a Irlanda a partir de portos como Beaumaris e Caernarfon. As exportações de ardósia da propriedade de Penrhyn são registradas a partir de 1713, quando 14 remessas totalizando 415 mil ardósias foram enviadas à Dublin. As ardósias eram transportadas para os portos por cavalos de carga e, posteriormente, por carroças. Às vezes, isso era feito por mulheres, o único envolvimento feminino no que, de outra forma, era uma indústria exclusivamente masculina.
Até o final do século 18, a ardósia era extraída de muitos pequenos poços por pequenas sociedades de homens locais, que não possuíam capital para expandir ainda mais. Os pedreiros geralmente tinham que pagar um aluguel ou royalties ao proprietário, embora os pedreiros de Cilgwyn não o fizessem. Uma carta do agente da propriedade de Penrhyn, John Paynter, em 1738 reclama que a concorrência de Cilgwyn estava afetando as vendas de ardósias de Penrhyn. As ardósias de Cilgwyn poderiam ser extraídas de forma mais barata e vendidas a um preço mais alto. Penrhyn introduziu tamanhos maiores de ardósia entre 1730 e 1740 e deu a esses tamanhos os nomes que se tornaram padrão. Estes variaram de "Duquesas", o maior em 610 mm por 300 mm, passando por "Condesses", "Ladies" e "Doubles" até os menores "Singles".

## Crescimento (1760-1830)

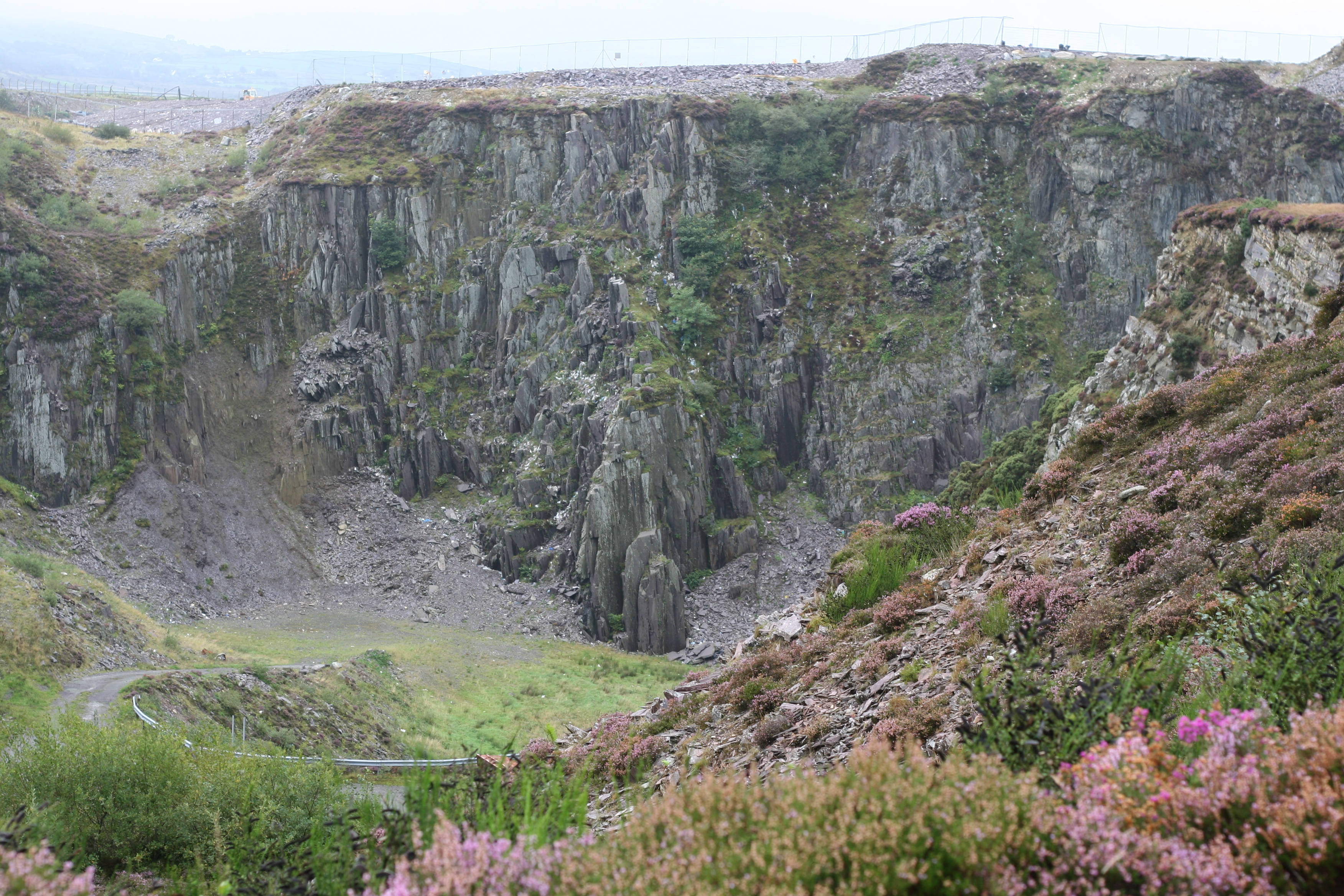
A Pedreira Cilgwyn, a mais antiga do País de Gales, foi uma das mais importantes produtoras de ardósia no século XVIII. A pedreira ficava em terras da Coroa e os pedreiros não precisavam pagar royalties a um proprietário até 1745.

Methusalem Jones, anteriormente pedreiro em Cilgwyn, começou a trabalhar na pedreira Diffwys em Blaenau Ffestiniog na década de 1760, que se tornou a primeira grande pedreira na área. Os grandes proprietários de terras inicialmente se contentaram em emitir "anotações", permitindo que indivíduos extraíssem ardósias em suas terras por um aluguel anual de alguns xelins e royalties sobre as ardósias produzidas. O primeiro proprietário de terras a assumir o trabalho de ardósia em suas terras foi o proprietário da propriedade Penrhyn, Richard Pennant, mais tarde Barão Penrhyn. Em 1782, os homens que trabalhavam nas pedreiras da propriedade foram comprados ou expulsos, e Pennant nomeou James Greenfield como agente. No mesmo ano, Lord Penrhyn abriu uma nova pedreira em Caebraichycafn perto de Bethesda, que como Penrhyn Quarry se tornaria a maior pedreira de ardósia do mundo. Em 1792, esta pedreira empregava 500 homens e produzia 15 mil toneladas de ardósia por ano. Em Dinorwig, uma única grande parceria assumiu em 1787 e, em 1809, o proprietário de terras, Thomas Assheton Smith de Vaynol, assumiu a administração da pedreira em suas próprias mãos. As pedreiras de Cilgwyn foram assumidas por uma empresa em 1800, e os trabalhos dispersos em todos os três locais foram amalgamados em uma única pedreira. A primeira máquina a vapor a ser usada na indústria de ardósia foi uma bomba instalada na pedreira de Hafodlas, no vale de Nantlle, em 1807, mas a maioria das pedreiras dependia de energia hidrelétrica para acionar o maquinário.
O País de Gales já produzia mais da metade da produção de ardósia do Reino Unido, 26 mil toneladas de uma produção total do Reino Unido de 45 mil toneladas em 1793. Em julho de 1794, o governo impôs um imposto de 20% sobre toda a ardósia transportada na costa, o que colocou os produtores galeses em desvantagem em relação aos produtores do interior que poderiam usar a rede de canais para distribuir seu produto. Não havia imposto sobre as ardósias enviadas para o exterior e as exportações para os Estados Unidos aumentaram gradualmente. A Pedreira Penrhyn continuou a crescer e, em 1799, Greenfield introduziu o sistema de "galerias", enormes terraços de 9 metros para 21 metros de profundidade. Em 1798, Lord Penrhyn construiu o Llandegai Tramway puxado por cavalos para transportar ardósias de Penrhyn Quarry, e em 1801 este foi substituído pela bitola estreita Penrhyn Quarry Railway, uma das primeiras linhas ferroviárias. As ardósias foram transportadas para o mar em Port Penrhyn, construída na década de 1790. A Ferrovia Padarn foi inaugurada em 1824 como uma linha de bonde para a pedreira de Dinorwig e convertida em ferrovia em 1843. Corria de Gilfach Ddu perto de Llanberis até Port Dinorwic em Y Felinheli. A Ferrovia de Nantlle foi construída em 1828 e era operada usando cavalos para transportar ardósia de várias pedreiras de ardósia no vale de Nantlle até o porto de Caernarfon.

## Paisagem de ardósia do noroeste do País de Gales - status de Patrimônio Mundial
Em julho de 2021, após o desenvolvimento de uma licitação por mais de 10 anos, a paisagem de ardósia do noroeste do País de Gales foi inscrita como Patrimônio Mundial pela UNESCO. As áreas incluídas na nomeação incluem a pedreira de Penrhyn e o vale de Ogwen, a pedreira de Dinorwic, o vale de Nantlle, as pedreiras de Gorseddau e Prince of Wales, Ffestiniog e Porthmadog, incluindo a Ferrovia Ffestiniog, e a pedreira de Abergynolwyn e Bryn Eglwys, incluindo a Ferrovia Talyllyn.